# Бон-д’Алье
Бон-д’Алье́ (фр. Beaune-d'Allier) — коммуна во Франции, находится в регионе Овернь. Департамент коммуны — Алье. Входит в состав кантона Монмаро. Округ коммуны — Монлюсон.
Код INSEE коммуны — 03020.

## Население
Население коммуны на 2008 год составляло 290 человек.
| 1962 | 1968 | 1975 | 1982 | 1990 | 1999 | 2008 |
| ---- | ---- | ---- | ---- | ---- | ---- | ---- |
| 434  | 462  | 405  | 327  | 280  | 270  | 290  |

## Экономика
В 2007 году среди 182 человек в трудоспособном возрасте (15—64 лет) 138 были экономически активными, 44 — неактивными (показатель активности — 75,8 %, в 1999 году было 65,2 %). Из 138 активных работали 123 человека (72 мужчины и 51 женщина), безработных было 15 (7 мужчин и 8 женщин). Среди 44 неактивных 14 человек были учениками или студентами, 18 — пенсионерами, 12 были неактивными по другим причинам.

## Достопримечательности
- Церковь Сент-Эньян, потерявшая на протяжении веков свой первоначальный вид. Была построена в XII веке в романском стиле. Расширялась в XVI и XIX веках.
- Замок Салебрюн (XVII век)
- Замок Гийоме (XVIII век)
- Шато-де-Вийар (XIV век)